# Маргарета фон Хесен
Маргарета фон Хесен (на немски: Margarethe von Hessen; * 1389, Марбург; † 1446, Ротенбург на Фулда) е принцеса от Ландграфство Хесен и чрез женитба херцогиня на Херцогство Брауншвайг-Люнебург (1409 – 1416).

## Живот
Дъщеря е на ландграф Херман II фон Хесен († 1413) и Маргарета (1363 – 1406), дъщеря на бургграф Фридрих V от Нюрнберг от род Хоенцолерн и на принцеса Елизабет от Майсен (1329 – 1375), внучка на император Лудвиг Баварски.
Маргарета се омъжва на 30 януари 1409 г. за Хайнрих I от Брауншвайг-Люнебург (1355 – 1416) от род Велфи, херцог на Херцогство Брауншвайг-Люнебург, от 1400 до 1409 г. княз на Брауншвайг-Волфенбютел, също от 1388 г. до смъртта си 1416 г. княз на Люнебург. Тя е неговата втора съпруга. Двамата имат един син Хайнрих II (1411 – 1473).